# Pedro Arispe
Pedro Arispe (* 30. September 1900 in Cerro, Montevideo; † 4. Mai 1960 in Montevideo) war ein uruguayischer Fußballspieler, auch bekannt unter dem Namen El Indio.

## Spielerkarriere

### Verein
Der dem Barrio Cerro entstammende Montevideaner begann das Fußballspielen zu Jugendzeiten bei Belgrano Oriental und war anschließend für die Reformers und Albion del Cerro aktiv. 1919 schloss er sich dann den seinerzeit von Vereinspräsident Ernesto Moirano geführten Rampla Juniors an, für die er nahezu ausschließlich während seiner gesamten Laufbahn spielte. Dort feierte er sein Debüt in der seinerzeit noch der División Intermedia antretenden Mannschaft und bildete in den Folgejahren gemeinsam mit Juan Carlos Vidal bis 1927 das Verteidigerpaar. Nach der 1921 gewonnenen Meisterschaft in der Intermedia stieg er mit seinen Mannschaftskameraden in die Primera División auf, wo die Rampla Juniors ab dem Folgejahr antraten. Mindestens in den Jahren 1922 bis 1924, 1926 bis 1929 und 1931 bis 1937 war er sodann Teil der Mannschaft in der erfolgreichsten Phase der Vereinsgeschichte. In jener Zeit errang die Mannschaft 1927 mit Arispe als Kapitän den bislang einzigen uruguayischen Meistertitel der Rojiverdes. Dabei bildete er zusammen mit Aguirre und Torwart „Pulpo“ Ballestrero eine der herausragendsten Abwehrformationen in der Geschichte des uruguayischen Fußballs. Auch feierte er mit seinen Mitspielern in den Jahren 1923, 1928 und 1932 den Gewinn von drei der sieben Vize-Meistertitel in der Vereinshistorie des Clubs. In seiner Karriere absolvierte Arispe über 300 Partien für die Rampla Juniors in der Primera División und gehört damit zu denjenigen Spielern mit den meisten Einsätzen des Vereins bzw. ist nach ungesicherten Angaben sogar der häufigst eingesetzte Spieler der Mannschaft der Rojiverdes in der höchsten uruguayischen Liga. Seine Zeit bei diesem Verein wurde lediglich durch die Europa-Tournee von Nacional im Jahre 1925 unterbrochen, als sich Arispe für fünf Monate diesem Verein anschloss. Die Europa-Tournee seiner Rampla Juniors dagegen begleitete er vier Jahre später nicht, nahm jedoch an den Tourneen seines Stammvereins in den Jahren 1930, 1933 und 1936 durch Argentinien und Chile teil.

### Nationalmannschaft
Der Abwehrspieler war Mitglied der uruguayischen Fußballnationalmannschaft, für die er insgesamt 19 Länderspiele im Zeitraum vom 29. Mai 1924 bis zum 17. November 1929 absolvierte, bei denen er nicht ins gegnerische Tor traf. Dabei konnte er den Gewinn der Goldmedaille sowohl bei den Olympischen Sommerspielen 1924 als auch bei den Olympischen Sommerspielen 1928, sowie den Turniersieg beim Campeonato Sudamericano 1924 in seiner Erfolgsstatistik verbuchen. Während des Campeonato Sudamericano 1929 gehörte er ebenfalls dem uruguayischen Aufgebot an und auch bei der Copa Lipton und der Copa Newton wirkte er auf uruguayischer Seite mit.

### Erfolge
- Olympiasieger: 1924, 1928
- Südamerikameister: 1924
- Uruguayischer Meister: 1927

## Trainertätigkeit
Arispe war Co-Trainer Alberto Suppicis bei der für Uruguay mit dem Titelgewinn endenden ersten Fußball-Weltmeisterschaft 1930.

## Sonstiges
Seine Brüder Domingo und Francisco spielten ebenfalls in den Fußballmannschaften der Rampla Juniors bzw. bei Nacional.